# Nott Corona
Nott Corona es una corona (formación geológica en forma de corona) en el planeta Venus a -32,3° N y 202° E. Está ubicada en el cuadrángulo de Isabella. Lleva el nombre de Nótt, la diosa escandinava de la Tierra.

## Geografía y geología
Nott Corona cubre un área circular de unos 150 km de diámetro.